# Myopea crassula
Myopea crassula är en plattmaskart som beskrevs av Crezee 1975. Myopea crassula ingår i släktet Myopea och familjen Solenofilomorphidae. Inga underarter finns listade i Catalogue of Life.